# Humidade relativa crítica
Humidade relativa crítica (português europeu) ou umidade relativa crítica (português brasileiro) corresponde ao valor de humidade relativa acima do qual o metal se começa a corroer significativamente, independentemente de qualquer outro factor.